# ريناتو ترافاجليا
ريناتو ترافاجليا (بالإيطالية: Renato Travaglia)‏ هو سائق راليات إيطالي بدأ مسيرته في سنة 1991. كان أول رالي له هو رالي سانريمو 1991. تنافس في بطولة العالم للراليات.

## روابط خارجية
- ريناتو ترافاجليا على موقع Rallye-info.com (الإنجليزية)
- ريناتو ترافاجليا على موقع eWRC-results.com (الإنجليزية)